# Lista de planetários do Brasil
No Brasil existem 73 planetários, a maioria nas regiões sudeste e sul, sendo que mais da metade dos sudestinos estão em SP e mais da metade dos sulinos no PR. As sub-regiões com mais planetários no Nordeste são o Nordeste Oriental e Setentrional. O maior planetário do Norte-Nordeste fica da sua sede extremo levantina, sendo também o pioneiro dentre as sedes da região. As regiões Norte e Centro-Oeste possuem somadas menos planetários que uma só sub-região nordestina.

## Região Norte
| Nome                               | Inauguração            | Capacidade | Diam. Cupula | Equipamento           | Cidade | UF |
| ---------------------------------- | ---------------------- | ---------- | ------------ | --------------------- | ------ | -- |
| Planetário Sebastião Sodré da Gama | 30 de setembro de 1999 | 105 p.     | 11 m         | Zeiss Skymaster ZKP-3 | Belém  | PA |

## Região Nordeste
| Nome                                                                                     | Inauguração            | Capacidade | Diam. Cupula | Equipamento                                                                | Cidade           | UF |
| ---------------------------------------------------------------------------------------- | ---------------------- | ---------- | ------------ | -------------------------------------------------------------------------- | ---------------- | -- |
| Planetário e Casa da Ciência de Arapiraca                                                | 01 de Outubro de 2012  | 70 p.      | 12 m         | Digitarium® Kappa Fixed                                                    | Arapiraca        | AL |
| Planetário Rubens de Azevedo                                                             | 28 de abril de 1999    |            | 10,5 m       | Zeiss ZKP-3                                                                | Fortaleza        | CE |
| Planetário Aluísio Alves                                                                 | 30 de dezembro de 2008 | 53 p.      | 8 m          | Sphaera S6T                                                                | Parnamirim       | RN |
| Planetário do Espaço Cultural da Paraíba                                                 | 18 de junho de 1982    | 136 p.     | 12,5 m       | Zeiss Spacemaster                                                          | João Pessoa      | PB |
| Espaço Ciência                                                                           | 20 de setembro de 1998 | 35 p.      | 6 m          | Cosmodyssée III                                                            | Olinda           | PE |
| Planetário Digital Mauro de Souza Lima                                                   | 10 de Março de 2015    | 40 p.      | 7 m          | Digitarium® Zeta Fixed&                                                    | Garanhuns        | PE |
| Casa de Ciência e Tecnologia da Cidade de Aracaju                                        | 22 de março de 2009    | 31 p.      | 6 m          | Sky-Skan Definitiv PD                                                      | Aracaju          | SE |
| Observatório Astronômico Antares                                                         | 25 de setembro de 1971 | 75 p.      | 6 m          | Starlab                                                                    | Feira de Santana | BA |
| Planetário Móvel e Ciência Itienrantes - Caminhos com Ciência www.caminhoscomciencia.com | 16 de Janeiro de 2013  | 60 p.      | 6m           | Fulldome - Tatium - Projeção Digital em 4K https://caminhoscomciencia.com/ | Alagoas - Brasil | AL |

## Região Centro-Oeste
| Nome                           | Inauguração           | Capacidade | Diam. Cupula | Equipamento       | Cidade   | UF |
| ------------------------------ | --------------------- | ---------- | ------------ | ----------------- | -------- | -- |
| Planetário da UFG              | 23 de outubro de 1970 | 124 p.     | 12,5 m       | Zeiss Spacemaster | Goiânia  | GO |
| Planetário Digital de Anápolis | 30 de outubro de 2014 | 70         | 10 m         | Sky - Scam        | Anápolis | GO |

## Região Sudeste
| Nome                                                              | Inauguração            | Capacidade | Diam. Cupula | Equipamento                | Cidade                           | UF |
| ----------------------------------------------------------------- | ---------------------- | ---------- | ------------ | -------------------------- | -------------------------------- | -- |
| Planetário Professor Aristóteles Orsini                           | janeiro de 1957        | 350 p.     | 18 m         | Zeiss Starmaster           | São Paulo (Parque do Ibirapuera) | SP |
| Planetário do Carmo                                               | 30 de novembro de 2005 | 200 p.     | 20 m         | Zeiss Universarium VIII/IX | São Paulo (Parque do Carmo)      | SP |
| Observatório Municipal de Americana                               | 8 de julho de 2005     | 20 p.      | 3,6 m        | Stellarium                 | Americana                        | SP |
| Centro de Estudos do Universo                                     | abril de 2001          | 71 p.      | 7 m          | Zeiss ZKP-2                | Brotas                           | SP |
| Planetário de Campinas                                            | 28 de outubro de 1987  | 60 p.      | 8 m          | Zeiss ZKP-2                | Campinas                         | SP |
| Planetário Municipal Professor Benedito Rela                      | 7 de novembro de 2003  | 65 p.      | 8 m          | Sphaera                    | Itatiba                          | SP |
| Planetário de Tatuí                                               | 22 de abril de 2000    | 50 p.      | 8 m          | Aster IV                   | Tatuí                            | SP |
| Planetário Johannes Kepler                                        | 04 de abril de 2012    | 247 p.     | 18 m         | Zeiss Starmaster SB        | Santo André (cidade)             | SP |
| Planetário do Rio de Janeiro - Cúpula Carl Sagan                  | 2 de setembro de 1998  | 277 p.     | 23 m         | Zeiss Universarium VIII    | Rio de Janeiro (Gávea)           | RJ |
| Planetário do Rio de Janeiro - Cúpula Galileu Galilei             | 19 de novembro de 1970 | 130 p.     | 12,5 m       | Zeiss Spacemaster          | Rio de Janeiro (Gávea)           | RJ |
| Planetário de Santa Cruz                                          | 14 de dezembro de 2008 |            |              |                            | Rio de Janeiro (Santa Cruz)      | RJ |
| Espaço do Conhecimento UFMG                                       | 5 de fevereiro de 2010 | 55 p.      | 9 m          | Zeiss ZKP-4                | Belo Horizonte                   | MG |
| Planetário de Vitória                                             | 23 de junho de 1995    | 80 p.      | 10 m         | Zeiss ZKP-2                | Vitória                          | ES |
| Centro de Ciências UFJF - Cúpula Professor Antônio Rezende Guedes | 16 de Março de 2018    | 90 p.      | 12 m         | Zeiss ZKP-4                | Juiz de Fora                     | MG |

## Região Sul
| Nome                                                                           | Inauguração            | Capacidade | Diam. Cupula | Equipamento       | Cidade        | UF |
| ------------------------------------------------------------------------------ | ---------------------- | ---------- | ------------ | ----------------- | ------------- | -- |
| Planetário Professor Francisco José Gomes Ribeiro (Colégio Estadual do Paraná) | 27 de abril de 1978    | 75 p.      | 6,12 m       | Zeiss ZKP1        | Curitiba      | PR |
| Planetário do Colégio Bagozzi                                                  |                        | 60 p.      | 6 m          | Starlab           | Araucária     | PR |
| Planetário de Londrina                                                         | 1 de julho de 2007     | 80 p.      | 8 m          | Gambato BS3200a   | Londrina      | PR |
| Polo Astronômico Casimiro Monteiro Filho                                       | 20 de maio de 2009     | 73 p.      | 8 m          | Sphaera           | Foz do Iguaçu | PR |
| Planetário da UFSC                                                             | 12 de dezembro de 1970 | 38 p.      | 6 m          | Digistar 3 SPII   | Florianópolis | SC |
| Planetário Professor José Baptista Pereira                                     | 11 de novembro de 1972 | 130 p.     | 12,5 m       | Zeiss Spacemaster | Porto Alegre  | RS |
| Planetário da UFSM                                                             | 14 de dezembro de 1971 | 122 p.     | 12,5 m       | Zeiss Spacemaster | Santa Maria   | RS |
| Planetário da Unipampa                                                         | 22 de setembro de 2017 | 40 p       | 8 m          | Zeta              | Bagé          | RS |